# Temporada 2021-2022 del Manchester United FC
La temporada 2021-22 és la 30a temporada del Manchester United FC a la Premier League i la seva 47a temporada consecutiva a la màxima categoria del futbol anglès.

## Temporada

### Premier League
Els partits de la Premier League 2021-22 es van publicar el 16 de juny de 2021.
La temporada de lliga va començar amb un partit a casa contra el rival del Roses, el Leeds United, el 14 d'agost de 2021. Bruno Fernandes va marcar un hat-trick i Mason Greenwood i Fred van marcar els altres dos gols en la victòria per 5-1, ja que Paul Pogba va igualar una Premier League. rècord amb quatre assistències. Luke Ayling va marcar l'únic gol dels visitants. La setmana següent, el United va viatjar per enfrontar-se a Southampton i es va quedar enrere a la mitja hora, quan Fred va desviar el xut de Ché Adams per davant de David de Gea per a autogol. Greenwood va empatar als 10 minuts de la segona part, però el United no va poder trobar un guanyador i el partit va acabar 1-1, ampliant la ratxa d'invicte del United a 27 partits de lliga, igualant el rècord establert per l'Arsenal el 2004. Aquest rècord es va batre la setmana següent, quan el 29 d'agost de 2021, el United va viatjar per enfrontar-se al Wolverhampton Wanderers en el partit final abans del primer descans internacional de la temporada. Raphaël Varane va fer el seu debut després del seu trasllat des del Reial Madrid, ja que Greenwood va marcar l'únic gol del partit per aconseguir la victòria per 1-0.
El primer partit del United després del descans internacional va ser a casa contra el Newcastle United l'11 de setembre i va suposar el segon debut de Cristiano Ronaldo amb el club després de tornar a fitxar per la Juventus FC. Va trigar fins al temps de descompte al final de la primera part per obrir el marcador, convertint-se en el rebot després que el porter del Newcastle Freddie Woodman va vessar un xut des de la distància de Greenwood. Javier Manquillo va empatar per al Newcastle al minut 56, però Ronaldo va restaurar l'avantatge del United sis minuts després amb un xut a les cames de Woodman després d'una passada de Luke Shaw. Fernandes va marcar un tercer gol amb un gol de llarga distància a 10 minuts del temps complet, abans que Jesse Lingard marqués el seu primer gol amb el club des de l'agost de 2020, ja que el United va guanyar 4-1 per tornar a la part superior de la taula. En el següent partit fora del West Ham United FC el 19 de setembre, el United es va quedar enrere a la mitja hora quan un xut de Saïd Benrahma es va desviar a De Gea davant de Varane; tanmateix, menys de cinc minuts després, Ronaldo va marcar l'empat, després que Łukasz Fabiański detés el seu xut original. A un minut del final del temps normal, Lingard va posar al United al davant amb un xut curling a la cantonada superior des de dins de l'àrea de penal, però en el temps de joc, West Ham va rebre un penal després que es considerés que Shaw havia manejat la pilota. A la seva pròpia zona. Mark Noble va ser contractat específicament per executar el llançament, però De Gea va fer el bon camí per fer l'aturada; it was his first penalty save in the league since octubre 2014. va ser la seva primera aturada de penal a la lliga des de l'octubre de 2014.[14] Després, el United va jugar a l'Aston Villa el 25 de setembre i va perdre els defensors Shaw i Maguire per lesió a banda i banda del descans. El partit es va mantenir sense gols fins al minut 88, quan Kortney Hause ha rematat de cap a un córner. Aleshores, el defensa del Villa va donar un penal en el temps de descompte quan va manipular la pilota després d'una pegada d'Edinson Cavani; tanmateix, el tir de Fernandes va passar per sobre de la barra, donant a Villa la seva primera victòria a Old Trafford en qualsevol competició des de desembre de 2009.
El United es va avançar just abans de la mitja part en el seu primer partit a l'octubre, a casa contra l'Everton, quan Anthony Martial va marcar el seu primer gol amb el club des de la victòria 9-0 contra el Southampton al febrer; tanmateix, Andros Townsend va empatar per als visitants als 20 minuts de la segona part. Yerry Mina va pensar que havia marcat el gol de la victòria al minut 86, però l'àrbitre assistent de vídeo (VAR) l'ha descartat per fora de joc. Després de la pausa internacional, el United va viatjar al King Power Stadium dues setmanes després per enfrontar-se al Leicester City. Greenwood va obrir el marcador, però Youri Tielemans va empatar el Leicester just després de la mitja hora, abans que Çağlar Söyüncü els posés per davant a falta de 12 minuts per al final del partit. Marcus Rashford va tornar a igualar els marcadors en la seva primera aparició des de la final de l'Eurocopa 2020 de la UEFA, però Jamie Vardy va restablir l'avantatge del Leicester un minut després i Patson Daka va afegir un quart en el temps de descompte per posar fi a la ratxa d'invictes rècord del United a la Premier League amb 29 anys.[ La setmana següent, el United va acollir l'arxirival Liverpool; Naby Keïta va obrir el marcador al minut cinc, abans que Diogo Jota doblava l'avantatge vuit minuts més tard. Mohamed Salah va marcar dos més abans de la mitja part per marcar el United quatre gols al descans només per segona vegada en un partit de la Premier League, abans de completar el seu hat-trick als cinc minuts de la segona part. Pogba va ser expulsat per una entrada de dos peus a Keïta mentre el United va patir la seva pitjor derrota a casa davant el Liverpool. Amb el United a punt de perdre tres partits de lliga seguits per primera vegada des del desembre del 2015, el 30 d'octubre van viatjar per jugar contra el Tottenham Hotspur. Jugant amb cinc al darrere després del retorn de Varane per lesió i amb Cavani començant al davant al costat de Ronaldo, el United va guanyar el partit per 3-0. Ronaldo va obrir el marcador sis minuts abans del descans abans de donar una assistència per al primer gol de Cavani de la temporada gairebé 20 minuts de la segona part, i Rashford va completar el marcador a quatre minuts del final.
El novembre va començar amb el Manchester United acollint els seus rivals locals, el Manchester City, a Old Trafford. Eric Bailly va començar en substitució de Varane, que s'havia lesionat en el partit de la Lliga de Campions contra l'Atalanta quatre dies abans, i va ser el defensa ivorià qui va obrir el marcador, encara que per l'equip visitant, en posar una centrada de João Cancelo a la seva pròpia xarxa. Bernardo Silva va doblar l'avantatge del City just abans del descans, quan Bailly va ser substituït per Jadon Sancho. El City va seguir sent el més probable dels dos equips per marcar a la segona part, però De Gea va poder mantenir-los fora per a la resta del partit, i el United va entrar al descans internacional nou punts del líder de la lliga Chelsea FC. El 20 de novembre de 2021, el United va patir una derrota per 4-1 davant el nou ascendit Watford, deixant als Red Devils setès a la taula. El graduat de l'Acadèmia d'United Joshua King va obrir el marcador abans que De Gea estalviés un penal d'Ismaïla Sarr (a més de l'original, que s'ha hagut de reprendre per invasió); tanmateix, Sarr finalment va marcar poc abans del descans. Donny van de Beek va marcar el seu primer gol de la temporada als cinc minuts de la segona part, però mentre el United buscava l'empat, João Pedro i Emmanuel Dennis han marcat en el temps afegit per confirmar la victòria de Watford. L'endemà es va anunciar que Solskjær havia deixat el seu paper per consentiment mutu i que Michael Carrick l'havia substituït com a cap de vigilància.

## Equip
A 31 d'agost 2021
| N. | Pos. | Nac. | Jugador                |
| -- | ---- | --- | ---------------------- |
| 1  | POR  | [[Fitxer:Flag of Spain.svg\|23x15px\|border \|alt=Espanya\|link=Selecció de futbol d'Espanya\|{{#if:\|]]                         | David de Gea           |
| 2  | DEF  | [[Fitxer:Flag of Sweden.svg\|23x15px\|border \|alt=Suècia\|link=Selecció de futbol de Suècia\|{{#if:\|]]                         | Victor Lindelöf        |
| 3  | DEF  | [[Fitxer:Flag of Côte d'Ivoire.svg\|23x15px\|border \|alt=Costa d'Ivori\|link=Selecció de futbol de la Costa d'Ivori\|{{#if:\|]] | Eric Bailly            |
| 4  | DEF  | [[Fitxer:Flag of England.svg\|23x15px\|border \|alt=Anglaterra\|link=Selecció de futbol d'Anglaterra\|{{#if:\|]]                 | Phil Jones             |
| 5  | MIG  | [[Fitxer:Flag of England.svg\|23x15px\|border \|alt=Anglaterra\|link=Selecció de futbol d'Anglaterra\|{{#if:\|]]                 | Harry Maguire (capità) |
| 6  | MIG  | [[Fitxer:Flag of France (1794–1815, 1830–1974).svg\|23x15px\|border \|alt=França\|link=Selecció de futbol de França\|{{#if:\|]]  | Paul Pogba             |
| 7  | DAV  | [[Fitxer:Flag of Portugal.svg\|23x15px\|border \|alt=Portugal\|link=Selecció de futbol de Portugal\|{{#if:\|]]                   | Cristiano Ronaldo      |
| 8  | MIG  | [[Fitxer:Flag of Spain.svg\|23x15px\|border \|alt=Espanya\|link=Selecció de futbol d'Espanya\|{{#if:\|]]                         | Juan Mata              |
| 9  | DAV  | [[Fitxer:Flag of France (1794–1815, 1830–1974).svg\|23x15px\|border \|alt=França\|link=Selecció de futbol de França\|{{#if:\|]]  | Anthony Martial        |
| 10 | DAV  | [[Fitxer:Flag of England.svg\|23x15px\|border \|alt=Anglaterra\|link=Selecció de futbol d'Anglaterra\|{{#if:\|]]                 | Marcus Rashford        |
| 11 | DAV  | [[Fitxer:Flag of England.svg\|23x15px\|border \|alt=Anglaterra\|link=Selecció de futbol d'Anglaterra\|{{#if:\|]]                 | Mason Greenwood        |
| 13 | POR  | [[Fitxer:Flag of England.svg\|23x15px\|border \|alt=Anglaterra\|link=Selecció de futbol d'Anglaterra\|{{#if:\|]]                 | Lee Grant              |
| 14 | MIG  | [[Fitxer:Flag of England.svg\|23x15px\|border \|alt=Anglaterra\|link=Selecció de futbol d'Anglaterra\|{{#if:\|]]                 | Jesse Lingard          |

| N. | Pos. | Nac. | Jugador           |
| -- | ---- | --- | ----------------- |
| 16 | DEF  | [[Fitxer:Flag of Côte d'Ivoire.svg\|23x15px\|border \|alt=Costa d'Ivori\|link=Selecció de futbol de la Costa d'Ivori\|{{#if:\|]]  | Amad Diallo       |
| 17 | MIG  | [[Fitxer:Flag of Brazil.svg\|23x15px\|border \|alt=Brasil\|link=Selecció de futbol del Brasil\|{{#if:\|]]                         | Fred              |
| 18 | MIG  | [[Fitxer:Flag of Portugal.svg\|23x15px\|border \|alt=Portugal\|link=Selecció de futbol de Portugal\|{{#if:\|]]                    | Bruno Fernandes   |
| 19 | DEF  | [[Fitxer:Flag of France (1794–1815, 1830–1974).svg\|23x15px\|border \|alt=França\|link=Selecció de futbol de França\|{{#if:\|]]   | Raphaël Varane    |
| 20 | DEF  | [[Fitxer:Flag of Portugal.svg\|23x15px\|border \|alt=Portugal\|link=Selecció de futbol de Portugal\|{{#if:\|]]                    | Diogo Dalot       |
| 21 | DAV  | [[Fitxer:Flag of Uruguay.svg\|23x15px\|border \|alt=Uruguai\|link=Selecció de futbol de l'Uruguai\|{{#if:\|]]                     | Edinson Cavani    |
| 22 | DEF  | [[Fitxer:Flag of England.svg\|23x15px\|border \|alt=Anglaterra\|link=Selecció de futbol d'Anglaterra\|{{#if:\|]]                  | Tom Heaton        |
| 23 | DEF  | [[Fitxer:Flag of England.svg\|23x15px\|border \|alt=Anglaterra\|link=Selecció de futbol d'Anglaterra\|{{#if:\|]]                  | Luke Shaw         |
| 25 | DAV  | [[Fitxer:Flag of England.svg\|23x15px\|border \|alt=Anglaterra\|link=Selecció de futbol d'Anglaterra\|{{#if:\|]]                  | Jadon Sancho      |
| 26 | POR  | [[Fitxer:Flag of England.svg\|23x15px\|border \|alt=Anglaterra\|link=Selecció de futbol d'Anglaterra\|{{#if:\|]]                  | Dean Henderson    |
| 27 | DEF  | [[Fitxer:Flag of Brazil.svg\|23x15px\|border \|alt=Brasil\|link=Selecció de futbol del Brasil\|{{#if:\|]]                         | Alex Telles       |
| 29 | DEF  | [[Fitxer:Flag of England.svg\|23x15px\|border \|alt=Anglaterra\|link=Selecció de futbol d'Anglaterra\|{{#if:\|]]                  | Aaron Wan-Bissaka |
| 31 | MIG  | [[Fitxer:Flag of Serbia.svg\|23x15px\|border \|alt=Sèrbia\|link=Selecció de futbol de Sèrbia\|{{#if:\|]]                          | Nemanja Matić     |
| 34 | MIG  | [[Fitxer:Flag of the Netherlands.svg\|23x15px\|border \|alt=Països Baixos\|link=Selecció de futbol dels Països Baixos\|{{#if:\|]] | Donny van de Beek |
| 36 | DAV  | [[Fitxer:Flag of Sweden.svg\|23x15px\|border \|alt=Suècia\|link=Selecció de futbol de Suècia\|{{#if:\|]]                          | Anthony Elanga    |
| 39 | MIG  | [[Fitxer:Flag of Scotland.svg\|23x15px\|border \|alt=Escòcia\|link=Selecció de futbol d'Escòcia\|{{#if:\|]]                       | Scott McTominay   |
| 43 | DEF  | [[Fitxer:Flag of England.svg\|23x15px\|border \|alt=Anglaterra\|link=Selecció de futbol d'Anglaterra\|{{#if:\|]]                  | Teden Mengi       |

## Trasllats

### Trasllats a
| Data           | Posició | Jugador           | Del Club          | Quota       | Ref.   |
| -------------- | ------- | ----------------- | ----------------- | ----------- | ------ |
| 2 Juliol 2021  | POR     | Tom Heaton        | Unattached        | Alliberat   | [ 17 ] |
| 23 Juliol 2021 | DAV     | Jadon Sancho      | Borussia Dortmund | €85 million | [ 18 ] |
| 23 Juliol 2021 | DEF     | Paul McShane      | Rochdale          | No revelat  | [ 19 ] |
| 14 Agost 2021  | DEF     | Raphaël Varane    | Reial Madrid      | Undisclosed | [ 21 ] |
| 31 Agost 2021  | DAV     | Cristiano Ronaldo | Juventus FC       | €15 million | [ 22 ] |

## Resultats
Victòria
      Empat
      Derrota

### Premier League

#### Partit Anada
| 14 d'agost de 2021  | Manchester United FC                               | 5–1     | Leeds United FC | Manchester                                         |  |
| 12:30 BST Jornada 1 | Fernandes 30', 54', 60' · Greenwood 52' · Fred 68' | Informe | 49' Ayling      | Old Trafford · 72.732 espectadors · Paul Tierney · |  |

| 22 d'agost de 2021  | Southampton     | 1–1     | Manchester United FC | Southampton                                             |  |
| 14:00 BST Jornada 2 | Fred 30' (p.p.) | Informe | 55' Greenwood        | St Mary's Stadium · 29.485 espectadors · Craig Pawson · |  |

| 29 d'agost de 2021  | Wolverhampton | 0–1     | Manchester United FC | Wolverhampton                                      |  |
| 16:30 BST Jornada 3 |               | Informe | 80' Greenwood        | Estadi Molineux · 30.621 espectadors · Mike Dean · |  |

| 11 de setembre de 2021 | Manchester United FC                               | 4–1     | Newcastle United | Manchester                                           |  |
| 15:00 BST Jornada 4    | Ronaldo 45+2', 62' · Fernandes 80' · Lingard 90+2' | Informe | 56' Manquillo    | Old Trafford · 72.732 espectadors · Anthony Taylor · |  |

| 19 de setembre de 2021 | West Ham United FC | 1–2     | Manchester United FC      | Londres                                                            |  |
| 14:00 BST Jornada 5    | Benrahma 30'       | Informe | 35' Ronaldo · 89' Lingard | Estadi Olímpic de Londres · 59.958 espectadors · Martin Atkinson · |  |

| 25 de setembre de 2021 | Manchester United FC | 0–1     | Aston Villa | Manchester                                      |  |
| 12:30 BST Jornada 6    |                      | Informe | 88' Hause   | Old Trafford · 72.922 espectadors · Mike Dean · |  |

| 2 d'octubre de 2021 | Manchester United FC | 1–1     | Everton FC   | Manchester                                           |  |
| 12:30 BST Jornada 7 | Martial 43'          | Informe | 65' Townsend | Old Trafford · 73.128 espectadors · Michael Oliver · |  |

| 15 d'octubre de 2021 | Leicester City                                       | 4–2     | Manchester United FC         | Leicester                                                    |  |
| 15:00 BST Jornada 8  | Tielemans 31' · Söyüncü 78' · Vardy 83' · Daka 90+1' | Informe | 19' Greenwood · 82' Rashford | Leicester City Stadium · 32.219 espectadors · Craig Pawson · |  |

| 24 d'octubre de 2021 | Manchester United FC | 0–5     | Liverpool                                   | Manchester                                           |  |
| 16:30 BST Jornada 9  |                      | Informe | 5' Keïta · 13' Jota · 38', 45+5', 50' Salah | Old Trafford · 73.088 espectadors · Anthony Taylor · |  |

| 30 d'octubre de 2021 | Tottenham Hotspur FC | 0–3     | Manchester United FC                    | Londres                                                           |  |
| 17:30 BST Jornada 10 |                      | Informe | 39' Ronaldo · 64' Cavani · 86' Rashford | Tottenham Hotspur Stadium · 60.356 espectadors · Stuart Attwell · |  |

| 6 de novembre de 2021 | Manchester United FC | 0–2     | Manchester City                | Manchester                                           |  |
| 12:30 GMT Jornada 11  |                      | Informe | 7' (p.p.) Bailey · 45+2' Silva | Old Trafford · 73.086 espectadors · Michael Oliver · |  |

| 20 de novembre de 2021 | Watford                                               | 4–1     | Manchester United FC | Watford                                              |  |
| 15:00 GMT Jornada 12   | King 28' · Sarr 44' · João Pedro 90+2' · Dennis 90+6' | Informe | 50' van de Beek      | Vicarage Road · 21.087 espectadors · Jonathan Moss · |  |

| 28 de novembre de 2021 | Chelsea FC        | 1–1     | Manchester United FC | Londres                                                 |  |
| 16:30 GMT Jornada 13   | Jorginho 69' (p.) | Informe | 50' Sancho           | Stamford Bridge · 40.041 espectadors · Anthony Taylor · |  |

| 2 de desembre de 2021 | Manchester United FC                  | 3–2     | Arsenal FC              | Manchester                                            |  |
| 20:15 GMT Jornada 14  | Fernandes 44' · Ronaldo 52', 70' (p.) | Informe | 14' Rowe · 55' Ødegaard | Old Trafford · 73.123 espectadors · Martin Atkinson · |  |

| 5 de desembre de 2021 | Manchester United FC | 1–0     | Crystal Palace | Manchester                                         |  |
| 15:00 GMT Jornada 15  | Fred 77'             | Informe |                | Old Trafford · 73.172 espectadors · Craig Pawson · |  |

| 11 de desembre de 2021 | Norwich City | 0–1     | Manchester United FC | Norwich                                             |  |
| 18:30 GMT Jornada 16   |              | Informe | 75' (p.) Ronaldo     | Carrow Road · 27.606 espectadors · England Darren · |  |

| 19 de gener de 2022  | Brentford | 1–3 | Manchester United FC                      | Londres                                        |  |
| 20:00 GMT Jornada 17 | Toney 85' |     | 55' Elanga · 62' Greenwood · 77' Rashford | Brentford Community Stadium · Ander Marriner · |  |

| 2022       | Manchester United FC | v | Brighton | Manchester     |  |
| Jornada 18 |                      |   |          | Old Trafford · |  |

| 27 de desembre de 2021 | Newcastle United | 1–1     | Manchester United FC | Newcastle upon Tyne                  |  |
| 21:00 GMT Jornada 19   | Saint-Maximin 9' | Informe | 71' Cavani           | St James Park · 52.178 espectadors · |  |

#### Partit Tornada
| 30 de desembre de 2021 | Manchester United FC                        | 3–1     | Burnley    | Manchester                                          |  |
| 20:15 GMT Jornada 20   | McTominay 8' · Mee 27' (p.p.) · Ronaldo 35' | Informe | 38' Lennon | Old Trafford · 73.121 espectadors · Jonathan Moss · |  |

| 3 de gener de 2022   | Manchester United FC | 0–1     | Wolverhampton | Manchester                                      |  |
| 17:30 GMT Jornada 21 |                      | Informe | 82' Moutinho  | Old Trafford · 73.045 espectadors · Mike Dean · |  |

| 15 de gener de 2022  | Aston Villa               | 2–2     | Manchester United FC | Birmingham                                      |  |
| 17:30 GMT Jornada 22 | Ramsey 77' · Coutinho 81' | Informe | 6', 67' Fernandes    | Villa Park · 41.968 espectadors · David Coote · |  |

| 22 de gener de 2022  | Manchester United FC | 1–0     | West Ham United FC | Manchester                                          |  |
| 15:00 GMT Jornada 23 | Rashford 90+3'       | Informe |                    | Old Trafford · 73.130 espectadors · Jonathan Moss · |  |

| ( )        |  | v |  |  |  |
| Jornada 24 |  |   |  |  |  |

| ( )        |  | v |  |  |  |
| Jornada 25 |  |   |  |  |  |

| ( )        |  | v |  |  |  |
| Jornada 26 |  |   |  |  |  |

| ( )        |  | v |  |  |  |
| Jornada 27 |  |   |  |  |  |

| ( )        |  | v |  |  |  |
| Jornada 28 |  |   |  |  |  |

| ( )        |  | v |  |  |  |
| Jornada 29 |  |   |  |  |  |

| ( )        |  | v |  |  |  |
| Jornada 30 |  |   |  |  |  |

| ( )        |  | v |  |  |  |
| Jornada 31 |  |   |  |  |  |

| ( )        |  | v |  |  |  |
| Jornada 32 |  |   |  |  |  |

| ( )        |  | v |  |  |  |
| Jornada 33 |  |   |  |  |  |

| ( )        |  | v |  |  |  |
| Jornada 34 |  |   |  |  |  |

| ( )        |  | v |  |  |  |
| Jornada 35 |  |   |  |  |  |

| ( )        |  | v |  |  |  |
| Jornada 36 |  |   |  |  |  |

| ( )        |  | v |  |  |  |
| Jornada 37 |  |   |  |  |  |

| ( )        |  | v |  |  |  |
| Jornada 38 |  |   |  |  |  |

### EFL CUP
| 22 de setembre de 2021 | Manchester United FC | 0–1     | West Ham United FC | Manchester                                          |  |
| 19:45 BST Jornada 18   |                      | Informe | 9' Lanzini         | Old Trafford · 72.468 espectadors · Jonathan Moss · |  |

### Lliga de Campions de la UEFA

#### Fase de Grups:F
| 14 de setembre de 2021 | Young Boys                      | 2–1     | Manchester United FC | Berna                                                       |  |
| 18:45 CEST Jornada 1   | Ngamaleu 66' · Siebatcheu 90+5' | Informe | 13' Ronaldo          | Estádio Wankdorf · 31.120 espectadors · François Letexier · |  |

| 29 de setembre de 2021 | Manchester United FC       | 2–1     | Vila-real CF | Manchester                                         |  |
| 21:00 CET Jornada 2    | Telles 60' · Ronaldo 90+5' | Informe | 53' Alcácer  | Old Trafford · 73.130 espectadors · Felix Zwayer · |  |

| 20 d'octubre de 2021 | Manchester United FC                     | 3–2     | Atalanta                  | Manchester                                             |  |
| 21:00 CET Jornada 3  | Rashford 53' · Maguire 75' · Ronaldo 81' | Informe | 15' Pašalić · 28' Demiral | Old Trafford · 72.279 espectadors · Szymon Marciniak · |  |

| 2 de novembre de 2021 | Atalanta                | 2–2     | Manchester United FC | Bergamo                                               |  |
| 21:00 CET Jornada 4   | Iličić 12' · Zapata 56' | Informe | 45+1', 90+1' Ronaldo | Gewiss Stadium · 14.443 espectadors · Slavko Vinčić · |  |

| 23 de novembre de 2021 | Vila-real CF | 0–2     | Manchester United FC     | Vila-real                                                  |  |
| 18:45 CET Jornada 5    |              | Informe | 78' Ronaldo · 90' Sancho | Estadi de la Ceràmica · 20.875 espectadors · Felix Brych · |  |

| 8 de desembre de 2021 | Manchester United FC | 1–1     | Young Boys | Manchester                                           |  |
| 21:00 CET Jornada 6   | Greenwood 9'         | Informe | 42' Rieder | Old Trafford · 73.156 espectadors · Benoît Bastien · |  |

#### Fase Final
| 23 de febrer de 2022                | Atlètic Madrid | v | Manchester United FC | Madrid               |  |
| 21:00 CET Vuitens de final - Andada |                |   |                      | Estadi Metropolità · |  |

| 15 de març de 2022                   | Manchester United FC | v | Atlètic Madrid | Manchester     |  |
| 21:00 CET Vuitens de final - Tornada |                      |   |                | Old Trafford · |  |

## Estadístiques
Última actualització: 11 de desembre de 2021

### Estadístiques de l'equip
| Competició        | Primer partit    | Últim partit     | resultat                      | Registre | Registre | Registre | Registre | Registre | Registre | Registre | Registre |
| Competició        | Primer partit    | Últim partit     | resultat                      | Pts      | Pj       | PG       | PE       | PP       | GF       | GC       | DG       |
| ----------------- | ---------------- | ---------------- | ----------------------------- | -------- | -------- | -------- | -------- | -------- | -------- | -------- | -------- |
| Premier Legue     | 14 agost 2021    | maig 2022        | 5th (en progrés)              | 27       | 16       | 8        | 3        | 5        | 26       | 24       | +2       |
| FA Cup            | 7-10 gener 2022  |                  | Tercera Ronda (en progrés)    | -        | 0        | 0        | 0        | 0        | 0        | 0        | +0       |
| EFL Cup           | 21 setembre 2021 | 21 setembre 2021 | Tercera Ronda                 | -        | 1        | 0        | 0        | 1        | 0        | 1        | -1       |
| Lliga de Campions | 15 setembre 2021 |                  | Vuitens de final (en progrés) | 11       | 6        | 3        | 2        | 1        | 11       | 8        | +3       |
| Total             | Total            | Total            | Total                         | -        | 23       | 11       | 5        | 7        | 37       | 32       | +5       |

Note: 
Pts = punts
 Pj = Partits Jugar
PG = Partits Guanyats
 PE = Partits Empatats
 PP = Partits Perdut
 GF = Gols a favor
 GC = Gols en contra
 DG = Diferència de gols

### Rendiment a la lliga
| Jornada  | 1 | 2 | 3 | 4 | 5 | 6 | 7 | 8 | 9 | 10 | 11 | 12 | 13 | 14 | 15 | 16 | 17 | 18 | 19 | 20 | 21 | 22 | 23 | 24 | 25 | 26 | 27 | 28 | 29 | 30 | 31 | 32 | 33 | 34 | 35 | 36 | 37 | 38 |
| -------- | - | - | - | - | - | - | - | - | - | -- | -- | -- | -- | -- | -- | -- | -- | -- | -- | -- | -- | -- | -- | -- | -- | -- | -- | -- | -- | -- | -- | -- | -- | -- | -- | -- | -- | -- |
| Terra    | C | T | T | C | T | C | C | T | C | T  | C  | T  | T  | C  | C  | T  |    |    |    |    |    |    |    |    |    |    |    |    |    |    |    |    |    |    |    |    |    |    |
| Resultat | V | E | V | V | V | D | E | D | D | V  | D  | D  | E  | V  | V  | V  |    |    |    |    |    |    |    |    |    |    |    |    |    |    |    |    |    |    |    |    |    |    |
| Posició  | 1 | 8 | 3 | 1 | 3 | 4 | 4 | 5 | 7 | 5  | 6  | 8  | 8  | 7  | 6  | 5  |    |    |    |    |    |    |    |    |    |    |    |    |    |    |    |    |    |    |    |    |    |    |

Llegenda:

Lloc: C = Casa; T = Transferència.
Resultat: V = Victòria; E = empat; D = Derrota.